# Remetei kolostor
A remetei kolostor műemlék Romániában, Fehér megyében. A romániai műemlékek jegyzékében az AB-II-a-A-00386 sorszámon szerepel.